# 12774 Pfund
12774 Pfund este un asteroid din centura principală de asteroizi.

## Descriere
12774 Pfund este un asteroid din centura principală de asteroizi. A fost descoperit pe 12 august 1994 la Observatorul La Silla de Eric Walter Elst. Asteroidul prezintă o orbită caracterizată de o semiaxă mare de 2,70 ua, o excentricitate de 0,21 și o înclinație de 2,4° în raport cu ecliptica.